# 重建人类社会
重建人类社会（英語：The Colony）是一个由探索频道制播的真人實境秀节目，让一小群人在模拟的后末日时代的环境中生存，以此来探讨在后末日时代重建人类社会的可能。

## 分季

### 第1季
本季录制于2009年2月28日至4月28日，并于2009年7月21日在探索频道首播。

### 第2季
本季于2010年7月27日首播，並於2010年9月28日完結。